# Gyula Televízió
A Gyula Televízió egy helyi kereskedelmi televíziós csatorna, amelyet a Vox Coelestis Bt. üzemeltet Gyulán.

## Története
A Gyula Televíziót 2001-ben hozták létre, az első adás február 1-jén volt. 2002 februárjától – az ORTT engedélye alapján – a Gyula Televízió az UHF 22-es csatornán sugározza az adását.

## Adásai
A TV műsora Békés vármegye számos településén fogható, kábelen több mint 40 000 lakásban, ill. antennával 300 000 néző számára elérhető minden nap 10.00-12.00 óráig, valamint 20.00-22.00-ig. A közbülső időben képújságoldalakkal informálja a nézőket.

## Külső hivatkozások
- A Gyula Televízió honlapja